# I jultomtens verkstad
I jultomtens verkstad (engelska: Santa's Workshop) är en animerad kortfilm i serien Silly Symphonies från 1932, producerad av Walt Disney. I Sverige är filmen mest känd som ett av inslagen i programmet Kalle Anka och hans vänner önskar God Jul som sänds på SVT varje julafton sedan 1960.

## Handling
I filmen besöks Jultomtens verkstad vid Nordpolen. Dagen är den 24 december och det första vi ser är nissarna som ryktar tomtens renar inför den långa resan på julnatten.
Inne i verkstaden sitter tomtens bokhållare som kontrollerar om barnen varit skötsamma efter att tomten läst upp deras önskelistor. Vi får sedan följa produktionen vid löpande band av olika leksaker som dockor, gunghästar och schackbräden. Därefter beger sig Jultomten ut för att inspektera och godkänna de nytillverkade leksakerna. När produkterna är färdiga vandrar de iväg av sig själva och går i parad fram till den stora julsäcken. Efter att samtliga leksaker hoppat ner i säcken bärs den iväg och lastas upp på Jultomtens släde. Kvällen har nu kommit, Jultomten manar på sina renar, och ekipaget ger sig av iväg mot fullmånen.
Bland leksakerna finns bland annat tjuv och polis, soldater och Noaks ark; även en Charlie Chaplin-docka syns i paraden.

## Om filmen
Påföljande år, 1933, fick filmen en uppföljare, Da'n före da'n, som visar vad som händer när Jultomten kommer och ska dela ut leksaker i ett hus.

### Visningar
Filmen har visats flera gånger på svenska biografer. Den första svenska visningen ägde rum annandag jul 1933 på biografen Rita i Stockholm och ingick i kortfilmsprogrammet Tre små grisar tillsammans med fyra kortfilmer till; Den mekaniske boxaren, Små, små fåglar, Tre små grisar och Musse Piggs galapremiär.
Den 3 december 1954 visades filmen på Sture-Teatern i Stockholm och ingick i ett nytt kortfilmsprogram vid namn Kalle Ankas glada varieté tillsammans med sju kortfilmer till; Kalle Ankas björnäventyr, Plutos födelsedagsskiva, Kalle Anka och samvetet, Fyrbenta eskimåer (ej Disney), Jan Långben dansar, Kalle Ankas nye granne och Kalle Anka och Jumbo.

### Versioner
Filmen förekommer i flera olika klippningar. I USA har vid något tillfälle en scen med en liten svart docka som säger "mammy" klippts bort. En annan scen som ibland valts bort är en docka som med hjälp av en spindel skräms så att håret reser sig och därmed kan permanentas.
Fram till och med 1982 visades inte den svarta dockan i Sveriges Television. Under samma period avbröts även leksakernas parad till tomtesäcken direkt efter Noaks ark, eftersom resten av paraden bland annat innehåller en docka som ansågs vara en nidbild av en jude. Under 2012 bestämde Disney att dessa två scener skulle klippas bort samt en blond docka.
I den version som visas i SVT:s julaftonsprogram saknas ytterligare två scener: En där jultomten läser upp en lång önskelista från en pojke som önskar sig en massa djur (det är han som får Noaks ark), samt scenen där Jultomten sjunger en sång som farväl till nissarna innan han ger sig iväg på sin resa.
I DVD-utgåvan av Kalle Ankas önskejul med Musse Pigg och vänner från 2002 saknas scenen med de båda dockorna som kommer ner från rutschkanan.

### Alternativa svenska titlar
- Jultomtens verkstad
- Tomtens verkstad

### Svensk utgivning
- Kalle Anka och hans vänner önskar God Jul (TV, sedan 1960 - från och med 1978 i färg)
- Vinterfestival (VHS, 1986)
- Musse Piggs julafton (VHS, 1999)
- Kalle Ankas önskejul med Musse Pigg och vänner (DVD och VHS, 2000)
- Walt Disney julfavoriter (VHS, 2001, ihopklippt med Da'n före da'n)